# Tatort: Der Fall Geisterbahn
Der Fall Geisterbahn ist der 16. Fernsehfilm der Tatort-Krimireihe. Vom Hessischen Rundfunk produziert wurde die Episode am 12. März 1972 im Ersten Programm der ARD erstmals ausgestrahlt. Es handelt sich um den zweiten Fall von Hauptkommissar Konrad, dargestellt von Klaus Höhne.

## Handlung
Auf dem Rummelplatz vergnügt sich Kriminalhauptmeister Klipp vom Einbruchsdezernat am Schießstand, während sich im Schaustellerwagen der Familie Forster ein handfester Ehekrach abspielt. Nachdem Klipp sich bei der Wahrsagerin Madame Silvia hat beraten lassen, findet er Otto Forster erschossen in einem Wagen von dessen Geisterbahn. Klipp sichert umsichtig den Tatort und die Zeugen und wartet, bis Hauptkommissar Konrad von der Mordkommission eintrifft.
Die Ehefrau Forsters scheint nicht sonderlich erschüttert; sie ist gerade auf dem Weg zu ihrer Mutter, der besagten Wahrsagerin. Konrad und Klipp befragen die Angestellten der Geisterbahn, die sich wenig kooperativ geben. Sie fahren die Bahn ab, um sich ein Bild zu machen, und entdecken ein zweites Einschussloch in einer Figur. Am Hinterausgang spricht sie der alte Paul Horn an und erzählt, dass der Tote ein sehr unangenehmer Zeitgenosse gewesen sei. Zink, der Besitzer der Geisterbahn, kündigt an, dass die Bahn am kommenden Tag abgebaut und verladen würde.
Am nächsten Morgen verunglückt Horn. Er kann Klipp und Konrad mit seinen letzten Worten noch vor „irgendwelchen Kontakten“ warnen. Forsters Witwe ist davon überzeugt, dass es Mord war und kein Unfall. Klipp lässt sich die Adresse von Zink, dem Eigentümer der Geisterbahn und einiger anderer Schaugeschäfte, geben und ruft Konrad an. Dieser teilt Klipp mit, dass er aufgrund des großen Personalmangels bei der Mordkommission den Fall Geisterbahn komplett übernehmen solle. Sofort stürzt der Hauptkommissar sich in die Arbeit und sucht Zink auf. Dessen Villa zeugt von großem Reichtum, was nicht so recht zu dem kargen Leben der Schausteller passt.
Klipp verfolgt Zink heimlich bis zu einer Werkstatt, bei der Zink sich eine schwere Kiste ins Auto laden lässt. Vom Güterbahnhof erfährt Klipp und kann in Erfahrung bringen, dass Zink eine Zugmaschine und zwei Wagen Richtung Grenze transportieren lässt. Heimlich verstaut Zink die Kiste auf dem Waggon. Bevor der Zug die Grenze erreicht, zieht Klipp die Zollfahndung hinzu. Zolloberinspektor Kressin trifft ein, lässt sich die ominöse Kiste zeigen und findet im doppelten Boden Päckchen mit Heroin. Klipp informiert Konrad, und mit Polizeiverstärkung geht es zu Zink, der sofort eine Schießerei beginnt, dann aber festgenommen wird. Er schwört jedoch, kein Mörder zu sein.
Klipp fährt noch einmal zu Forsters Witwe, die ihre Mutter kurzfristig ins Krankenhaus einliefern musste. Auf dem Sterbebett gesteht die Wahrsagerin, dass Zink Forster mit der Rauschgiftsache fest in der Hand hatte, Forster aber aussteigen wollte. Seinen Frust darüber habe er an seiner Familie ausgelassen und auch sein Kind geschlagen, immer und immer wieder. Das habe sie als Großmutter nicht mehr ertragen können und Forster erschossen, da sie ohnehin nicht mehr lange zu leben habe.

## Sonstiges
Der Ort der Handlung wird nicht erwähnt, jedoch sprechen Anwohner in der Umgegend hessischen Dialekt. Einige Fahrzeuge fahren mit Kennzeichen, die mit fiktiven Buchstaben-Kombinationen beginnen: Der Leichenwagen mit RL (damals nicht ausgegeben, heute für Rochlitz), Klipp fährt einen VW Käfer mit OAS, auch der Wagen von Zink trägt das Kennzeichen OAS. Die Geisterbahn-Fahrzeuge tragen das Kennzeichen OL (Oldenburg). Jedoch sieht man einige Wagen, speziell einen VW-Bus der Polizei, mit Kennzeichen DO (Dortmund). Ein weiterer VW-Bus der Polizei trägt ein fiktives Kennzeichen mit den Buchstaben EO. Die Schausteller der Kirmes stehen auf dem alten Festplatz in Castrop-Rauxel. Das lässt darauf schließen, dass ein großer Teil des Filmes in Castrop-Rauxel gedreht wurde, zumal zur Zeit der Dreharbeiten die Polizei aus Castrop-Rauxel noch zu Dortmund gehörte, was das Kürzel DO auf dem Polizeiauto erklärt. Als Zollfahnder aus Köln fährt Kressin einen Sportwagen mit einer Kölner Nummer.

## Hintergrund
Bei der Erstausstrahlung am 12. März 1972 im Deutschen Fernsehen erreichte der Film eine Einschaltquote von 59 Prozent. Der Fall Geisterbahn ist mit 73 Minuten einer der kürzesten Tatorte und gehört zu den sogenannten Giftschrank-Folgen. Dabei handelt es sich um Folgen, die mit einem senderinternen Sperrvermerk versehen sind und bis auf weiteres nicht ausgestrahlt werden dürfen. Die Produktionsfirma Horst Film GmbH & Co. KG Berlin musste kurz nach der Erstsendung Konkurs anmelden, und daher sind die Lizenzrechte nicht ganz klar. Deshalb hat der Hessische Rundfunk bis zur Klärung von Wiederholungen abgesehen.